# Lima (métro de Milan)
Pour les articles homonymes, voir Lima (homonymie).
Lima est une station de la ligne 1 du métro de Milan, située piazza Lima.